# Горфункель, Елена Иосифовна
Еле́на Ио́сифовна Горфу́нкель  (род. 16 февраля 1945, Ленинград) — советский и российский театровед , театральный критик и педагог; кандидат искусствоведения (1977), профессор кафедры зарубежного театра РГИСИ (1998)

## Биография
Елена Горфункель родилась в Ленинграде; в 1970 году окончила театроведческий факультет Ленинградского института театра, музыки и кинематографии; в 1977 году защитила кандидатскую диссертацию  — «Поздние трагедии Расина». На протяжении ряда лет Горфункель работала в Музее театрального и музыкального искусства, c 1988 года преподаёт в ЛГИТМиКе (в настоящее время — Российский государственный институт сценических искусств).
Интересы Горфункель-театроведа всегда лежали в области истории зарубежного театра; Горфункель-критик на протяжении многих лет освещала российскую театральную жизнь, ей принадлежат монографии и сборники, посвящённые Георгию Товстоногову и Иннокентию Смоктуновскому.

## Сочинения
Монографии
- «Смоктуновский» (1990),
- «Гений Смоктуновского» (2015)
- «Режиссура Товстоногова» (2015)
- «Юрий Бутусов. Балаган на руинах» (2024)

Сборники
- «Премьеры Товстоногова» (1991),
- «Товстоногов. Собирательный портрет» (2006)
- «Товстоногов репетирует и учит» (2007)[3]